# Jaragauli
Jaragauli (en georgiano: ხარაგაული) es un asentamiento urbano del centro de Georgia, ubicado en el sureste de la región de Imericia y capital del municipio homónimo. 

## Toponimia
Entre 1949 y 1989 pasó a llamarse como Ordzhonikidze (en georgiano: ორჯონიკიძე), en homenaje al revolucionario bolchevique georgiano Sergó Ordzhonikidze.

## Geografía
Jaragauli está situado en ambas orillas del río Chjerimela en un desfiladero estrecho y profundo, 25 km al sur de Kutaisi.

### Clima
Jaragauli tiene un clima subtropical húmedo, con inviernos moderadamente fríos y veranos calurosos relativamente secos. La temperatura media anual es de 13,2 °C, siendo 3,2 °C en enero y 22,6 °C en julio. La precipitación media anual es de 1360 mm.

## Historia
En los alrededores está la fortaleza de Jaragauli, que se destaca por ser el lugar en el que se casó Vajtang VI de Kartli. Cerca de aquí, se firmó la paz de Elaznauri y tuvo lugar la batalla más grande de Imericia contra el Imperio ruso entre las tropas de Salomón II y las tropas del Imperio ruso cerca de la fortaleza de Chjeri.
Jaragauli fue fundada como estación de tren en la década de 1870, cuando se construyó el ferrocarril Poti-Tiflis. El asentamiento asumió una función administrativa, luego económica. Su primer nombre era Belagori (en georgiano: ბელაგორი), luego obtuvo el nombre de Jaragauli.
Jaragauli recibió el título de asentamiento urbano en 1944.

## Demografía
La evolución demográfica de Jaragauli entre 1939 y 2022 fue la siguiente:
| 1024                                            | 3725 | 3119 | 2880 | 1965 | 1830 |
| (Fuente: Population of Georgia in Soviet times) |      |      |      |      |      |

Históricamente, la población de Jaragauli ha sido mayoritariamente georgiana.
|              | 1939      | 1939       | 1959      | 1959       | 2014      | 2014       |
| Grupo étnico | Población | Porcentaje | Población | Porcentaje | Población | Porcentaje |
| ------------ | --------- | ---------- | --------- | ---------- | --------- | ---------- |
| Georgianos   | 938       | 91,6%      | 3572      | 95,9%      | 1949      | 99,19%     |
| Rusos        | 49        | 4,8%       | 78        | 2,1%       | 7         | 0,35%      |
| Ucranianos   | 49        | 4,8%       | 12        | 0,3%       | 2         | 0,10%      |
| Armenios     | 3         | 0,3%       | 10        | 0,3%       | 4         | 0,20%      |
| Azeríes      | -         | -          | 4         | 0,1%       | 1         | 0,05%      |
| Osetios      | 2         | 0,2%       | 1         | 0,1%       | 1         | 0,05%      |
| Griegos      | 1         | 0,1%       | 7         | 0,2%       | -         | -          |
| Judíos       | 2         | 0,2%       | 2         | 0,1%       | -         | -          |
| Alemanes     | 25        | 2,4%       | -         | -          | -         | -          |
| Total        | 1024      | 100%       | 3725      | 100%       | 1965      | 100%       |

## Economía
Como en gran parte de Imericia, la producción de vino y bebidas derivadas es un sector notable de la economía. Los coñacs Ubisa y Nunisi se producen allí con agua de manantial. 

## Infraestructura

### Arquitectura, monumentos y lugares de interés
En el desfiladero, hay ruinas de una antigua fortaleza de la Edad Media, conocida como Jandi o fortaleza de Jaragauli. Además, hay tumbas en una montaña cercana que datan de los siglos XIV al XI a. C., así como las ruinas de una iglesia cristiana. También hay un museo de historia local fundado en 1978. 

### Transporte
La línea ferroviaria Poti-Tiflis atraviesa Jaragauli y por eso hay una estación de tren.

## Cultura

### Deporte
Jaragauli es sede del equipo de fútbol Chjerimela FC, que milita en la segunda división georgiana.

## Galería

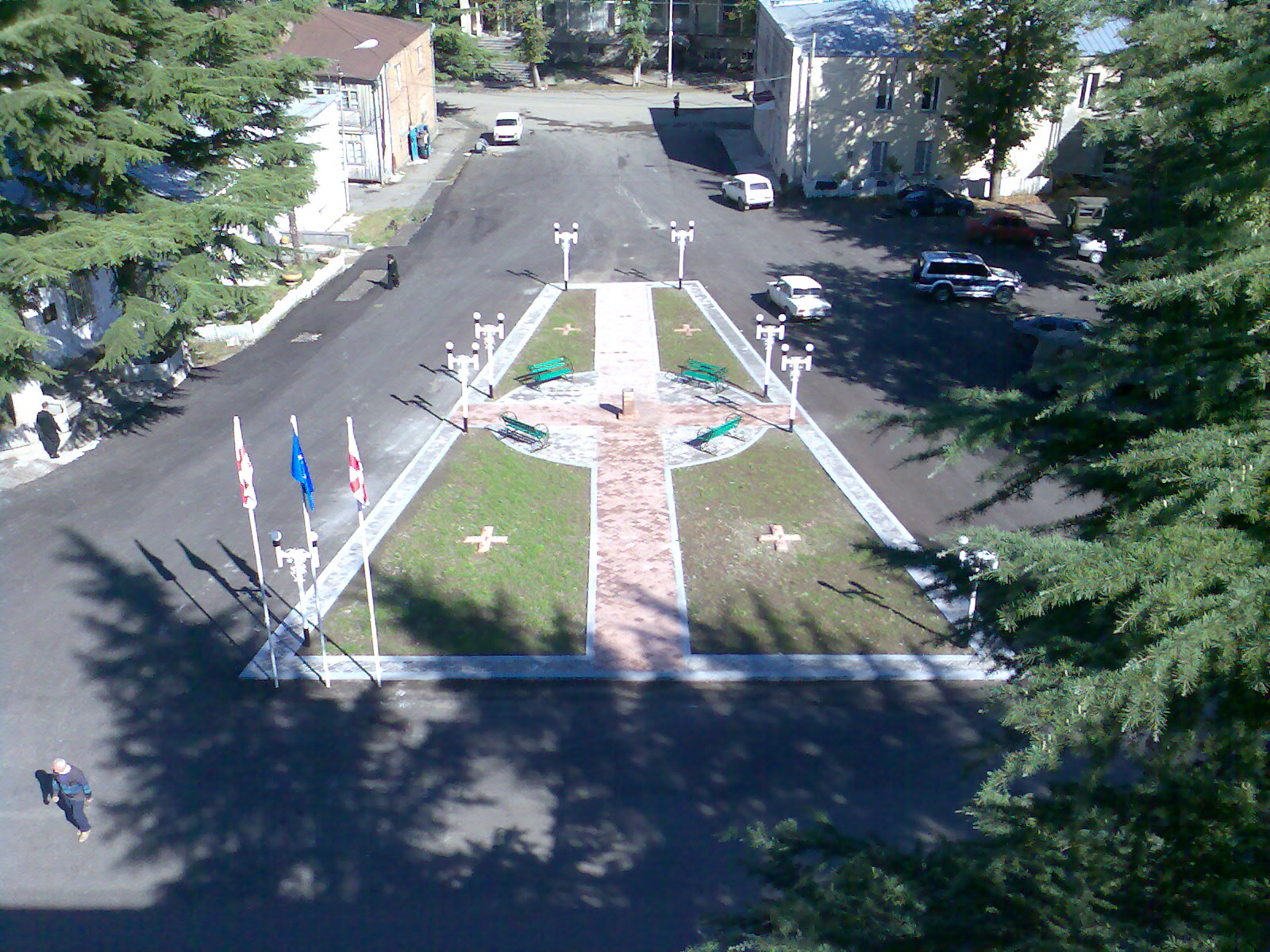
Plaza central de Jaragauli
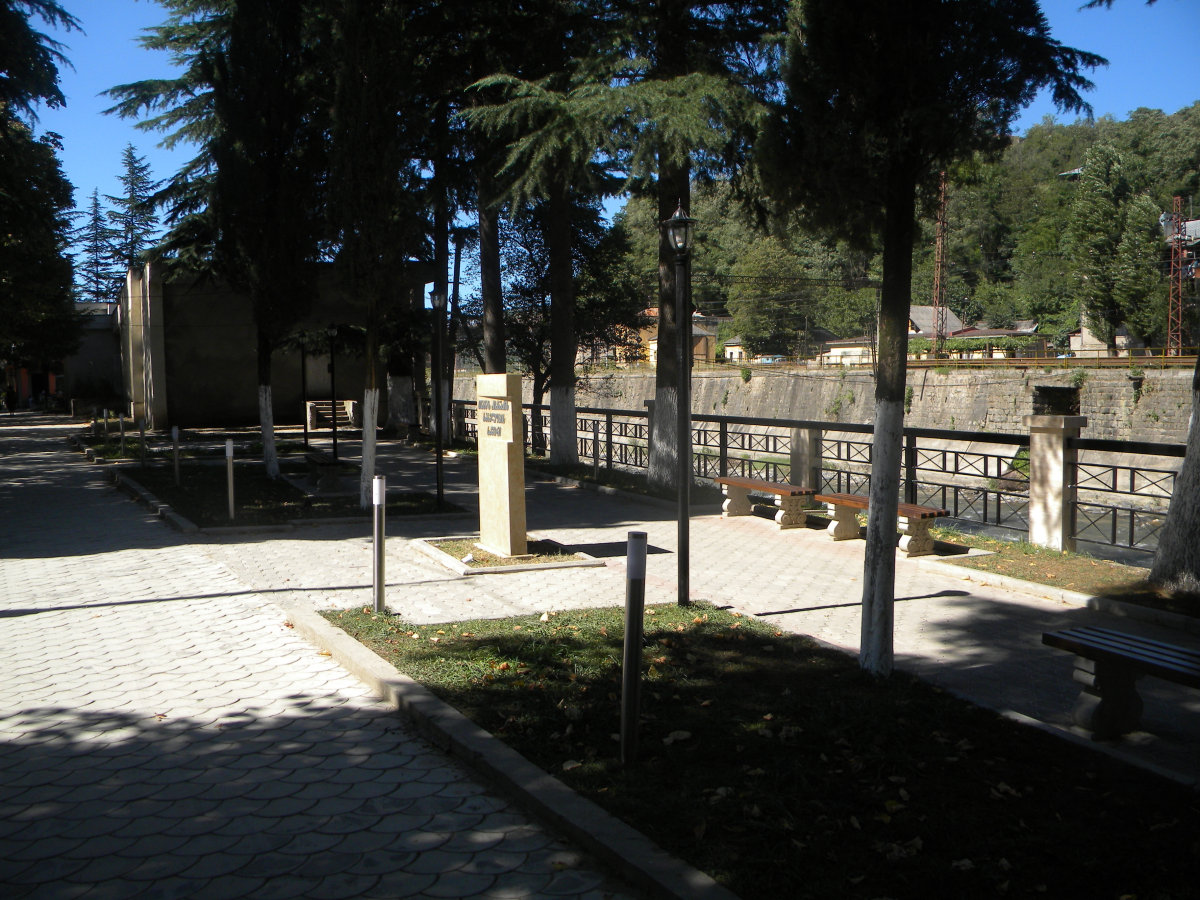
Parque en el centro de Jaragauli
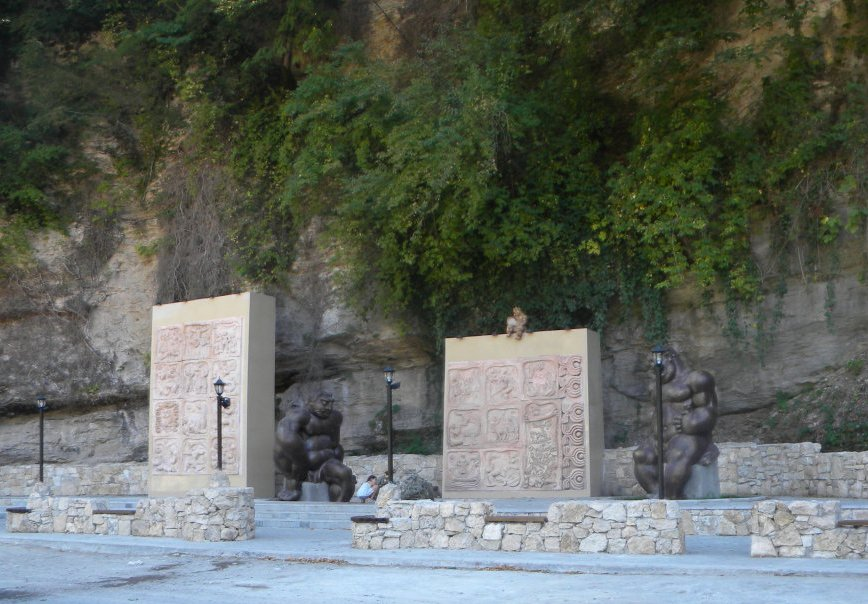
Monumento local
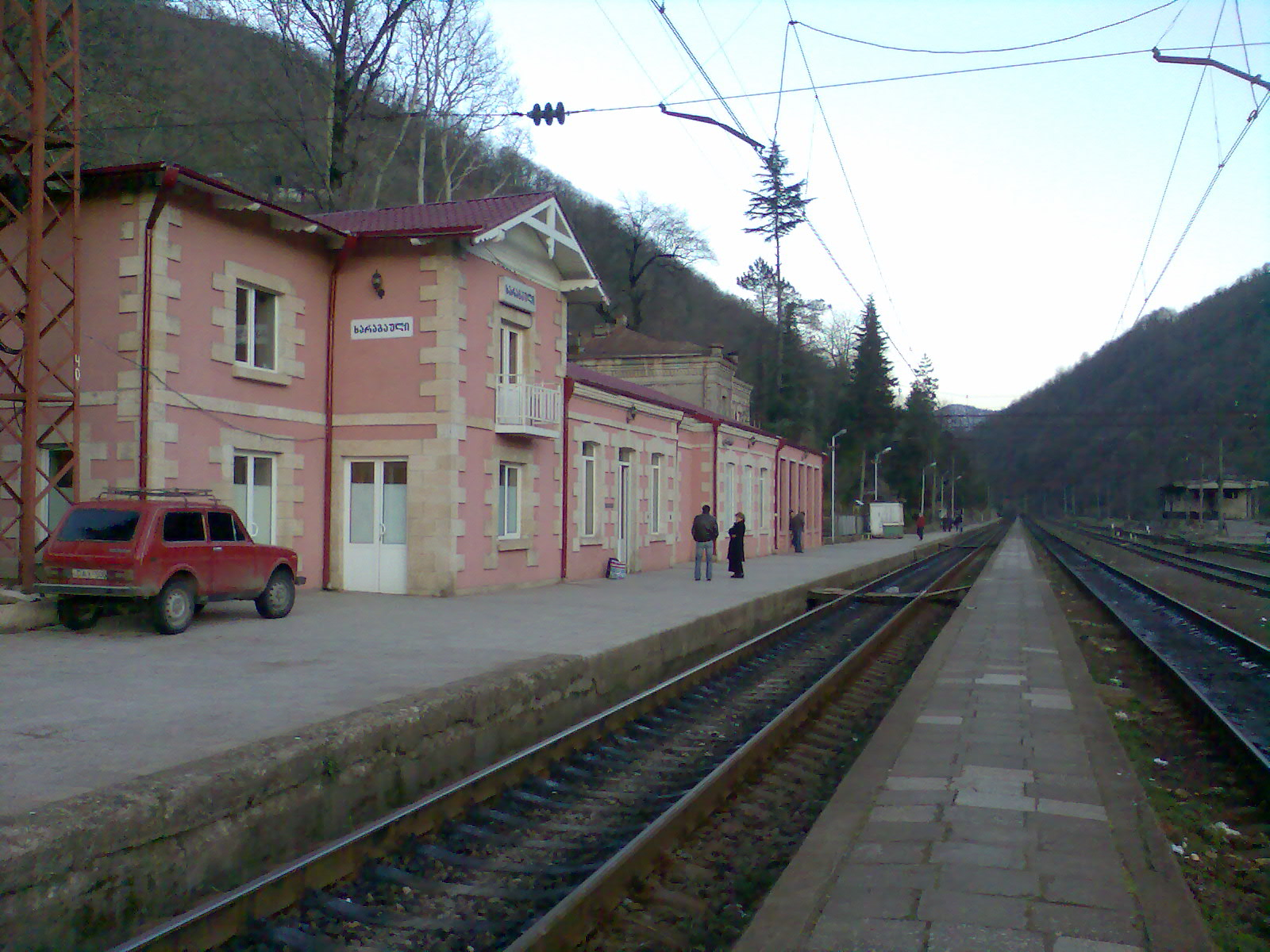
Estación de trenes de Jaragauli